# Удачинский сельсовет
Удачинский сельсовет — сельское поселение в Большеулуйском районе Красноярского края.
Административный центр — село Удачное.

## Население
| 2010 | 2012 | 2013 | 2014 | 2015 | 2016 | 2017 |
| ---- | ---- | ---- | ---- | ---- | ---- | ---- |
| 222  | ↗236 | ↘227 | ↘221 | ↗224 | ↘221 | ↘208 |

## Состав сельского поселения
В состав сельского поселения входят 3 населённых пункта:
| № | Населённый пункт | Тип населённого пункта       | Население |
| - | ---------------- | ---------------------------- | --------- |
| 1 | Ишимка           | деревня                      | 31        |
| 2 | Карабановка      | деревня                      | 60        |
| 3 | Удачное          | село, административный центр | 131       |

В 2021 году упразднена деревня Михайловка.

## Местное самоуправление
Удачинский сельский Совет депутатов
Дата избрания14.03.2010. Срок полномочий: 5 лет. Количество депутатов: 7
Глава муниципального образования
- Лавринович Марина Васильевна. Дата избрания: 14.03.2010. Срок полномочий: 5 лет